# William Addison Dwiggins
William Addison Dwiggins (Martinsville, 19 giugno 1880 – Hingham Center, 25 dicembre 1956) è stato un tipografo, illustratore, designer e calligrafo statunitense di libri.
Raggiunse la fama di illustratore e commercial artist, e apportò alla progettazione dei caratteri e dei libri un po' dell'audacia che egli stesso mostrava nel suo lavoro pubblicitario. Le sue opere possono essere descritte come ornamentali e geometriche, dallo stile simile a quello Art Moderne e Art Déco del periodo, rifacendosi a influenze orientali e distaccandosi dagli stili più antiquari dei suoi colleghi e mentori Updike, Cleland e Goudy.
Dwiggins è riconosciuto per aver coniato l'espressione "graphic design" nel 1922, per descrivere le sue varie attività nella comunicazione stampata, come il design del libro, illustrazione, tipografia, lettering e calligrafia (i suoi primi design di caratteri saranno rilasciati molto più tardi). L'espressione non diverrà di uso comune fino al secondo dopoguerra.

## Biografia
Dwiggins iniziò la propria carriera a Chicago, lavorando nella pubblicità e nel lettering. Con il collega Frederic Goudy si spostò verso Hingham, Massachusetts, dove visse fino alla morte. Guadagnò riconoscimento come artista del lettering e scrisse molto sulle arti grafiche; notevoli saggi raccolti in MSS by WAD (1949), e il suo Layout in Advertising (1928) rimangono testi standard. Durante la prima metà del XX secolo egli creò dei pamphlet con lo pseudonimo di "Dr. Puterschein".
Il suo feroce attacco ai designer del libro contemporanei in An Investigation into the Physical Properties of Books (1919), lo portò a collaborare con l'editore Alfred A. Knopf. Seguì Alblabooks, una serie di libri commerciali finemente concepiti ed eseguiti, la quale fece molto per accrescere l'interesse del pubblico nei confronti del libro. Provando noia nel fare il lavoro di pubblicitario, Dwiggins era forse più responsabile di qualsiasi altro designer per il netto miglioramento del design del libro negli anni Venti e Trenta. Un ulteriore fattore nella sua transizione verso il design del libro fu una diagnosi di diabete del 1922, al tempo una malattia a volte fatale. Egli commentò: «Ha rivoluzionato il mio intero attacco. La mia schiena è rivolta al tipo più banale di pubblicità... Produrrò arte su carta e legno secondo il mio stesso cuore, senza curarmi di alcun mercato».
Nel 1926, Chicago Lakeside Press reclutò Dwggins per progettare il libro per la Four American Books Campaign. Egli disse di aver accolto con favore l'opportunità di «fare qualcosa che andasse oltre il cestino dei rifiuti» che «sarebbe stato prontamente buttato via», scegliendo i Racconti di Edgar Allan Poe. La stamperia considerò la sua commissione di $2000 come bassa per un illustratore del suo potere commerciale. Molti dei disegni di Dwiggins utilizzavano stencil di celluloide per unità di decorazione ripetute.
Egli e sua moglie Mabel Hoyle Dwiggins (27 Febbraio 1881 – 28 Settembre 1958) sono sepolti all'Hingham Center Cemetery, Hingham Center, Massachusetts, presso la loro casa alla 30 Leavitt Street, e lo studio di Dwiggins alla 45 Irving Street. Dopo la morte della moglie di Dwiggins, molte delle sue opere e asset passarono alla sua assistente Dorothy Abbe.
Una biografia completa di Dwiggins, scritta da Bruce Kennett, probabilmente la prima, è stata pubblicata nel 2017 da Letterform Archive Museum di San Francisco.